# Seznam univerz na Hrvaškem
Seznam univerz in visokih šol na Hrvaškem.

## Seznam univerz (hrv. sveučilište)
- javne univerze:
  - Univerza v Zagrebu (Sveučičište u Zagrebu, lat. Universitas Studiorum Zagrabiensis) z dvema fakultetama v Varaždinu in eno v Sisku)
  - Univerza v Splitu (Sveučilište u Splitu, lat. Universitas studiorum Spalatensis) je pripojila nekdanje Veleučilište u Splitu
  - Univerza na Reki (Sveučilište u Rijeci, lat. Universitas studiorum Fluminensis) z eno fakulteto v Opatiji
  - Univerza J.J. Strossmayerja v Osijeku (Sveučilište Josipa Jurja Strossmayera u Osijeku - s teološko fakulteto v Đakovu)
  - Univerza v Zadru (Sveučilište u Zadru, lat. Universitas Studiorum Jadertina) z enim oddelkom v Gospiću
  - Univerza v Dubrovniku (Sveučilište u Dubrovniku, lat. Universitas Studiorum Ragusina)
  - Univerza Juraja Dobrile v Pulju (Sveučilište Jurja Dobrile u Puli, lat. Universitas Studiorum Georgii Dobrila Polensis)
  - Univerza Sever (Sveučilište Sjever s sedežema v Varaždinu in Koprivnici)
  - Univerza v Slavonskem Brodu (Sveučilište u Slavonskom Brodu)
- zasebne univerze:
  - Hrvaška katoliška univerza (Hrvatsko katoličko sveučilište - Zagreb) (zasebna)
  - Libertas međunarodno sveučilište - Dubrovnik, Zagreb (zasebna)
  - Sveučilište VERN’ - Zagreb (zasebna)

### Druge visoke šole (veleučilište...) na Hrvaškem
- Tehničko veleučilište u Zagrebu (TVZ, ustanovljeno 1998)
- Zdravstveno veleučilište Zagreb
- Poslovno veleučilište Zagreb
- Istarsko veleučilište / Pula ...?
- Veleučilište u Karlovcu
- Veleučilište u Bjelovaru
- Međimursko veleučilište u Čakovcu
- Veleučilište u Požegi
- Veleučilište Lavoslav Ružička Vukovar
- Veleučilište u Rijeci
- Veleučilište u Šibeniku
- Veleučilište Slavonski Brod?
- Veleučilište Baltazar - Zaprešić
- Veleučilište Velika Gorica
- Veleučilište "Nikola Tesla" u Gospiću
- Veleučilište "Marko Marulić" Knin
- Veleučilište Hrvatsko zagorje Krapina
- Visoko gospodarsko učilište u Križevcima
- Visoko evanđeosko teološko učilište, Osijek
- Akademija primijenjenih umjetnosti u Rijeci
- Visoka poslovna škola "Minerva", Dugopolje
- Visoka učiteljska škola u Petrinji
- Veleučilšte Sisak ?
- itd.